# Jozef Cleymans
Jozef (Jos) Cleymans (Turnhout, 5 maart 1899 - Mondorf-les-Bains, 16 september 1938), was een Vlaams priester die vooral gekend is als  initiatiefnemer en stichter van de Chiro-jeugdbeweging. Hij kwam om als gevolg van een verkeersongeval.

## Levensloop

### Jeugd
Cleymans was de zoon van kunstsmid August Cleymans en van Mathilde Wouters, in Turnhout. Hij werd op relatief jonge leeftijd een weeskind en onder invloed van zijn oom-pastoor, besliste hij ook priester te worden. Hij volbracht zijn middelbare studies bij de jezuïeten in Turnhout, studeerde verder aan het seminarie in Mechelen en werd priester gewijd in 1922. 

### Vroege carrière
Hij begon zijn carrière als leraar aan het Onze-Lieve-Vrouwecollege te Vilvoorde en hij zou daar uiteindelijk vijf schooljaren lang leraar blijven, tot midden 1927. Hij was een belangrijke promotor voor de Eucharistische Kruistocht en viel op door zijn Vlaamsgezindheid, sociale bewogenheid en zijn radicale en schalkse houding.
In 1927, na vijf jaar leraar geweest te zijn, kreeg hij de kans om onderpastoor van de Sint-Lambertusparochie van Ekeren te worden, wat hij uiteindelijk vijf jaar lang zou blijven. Tijdens zijn periode als onderpastoor te Ekeren was hij – in 1930 – een van de medeoprichters van het vooruitstrevend christendemocratisch, strijdend katholiek en Vlaamsgezind weekblad De Polderwacht. 

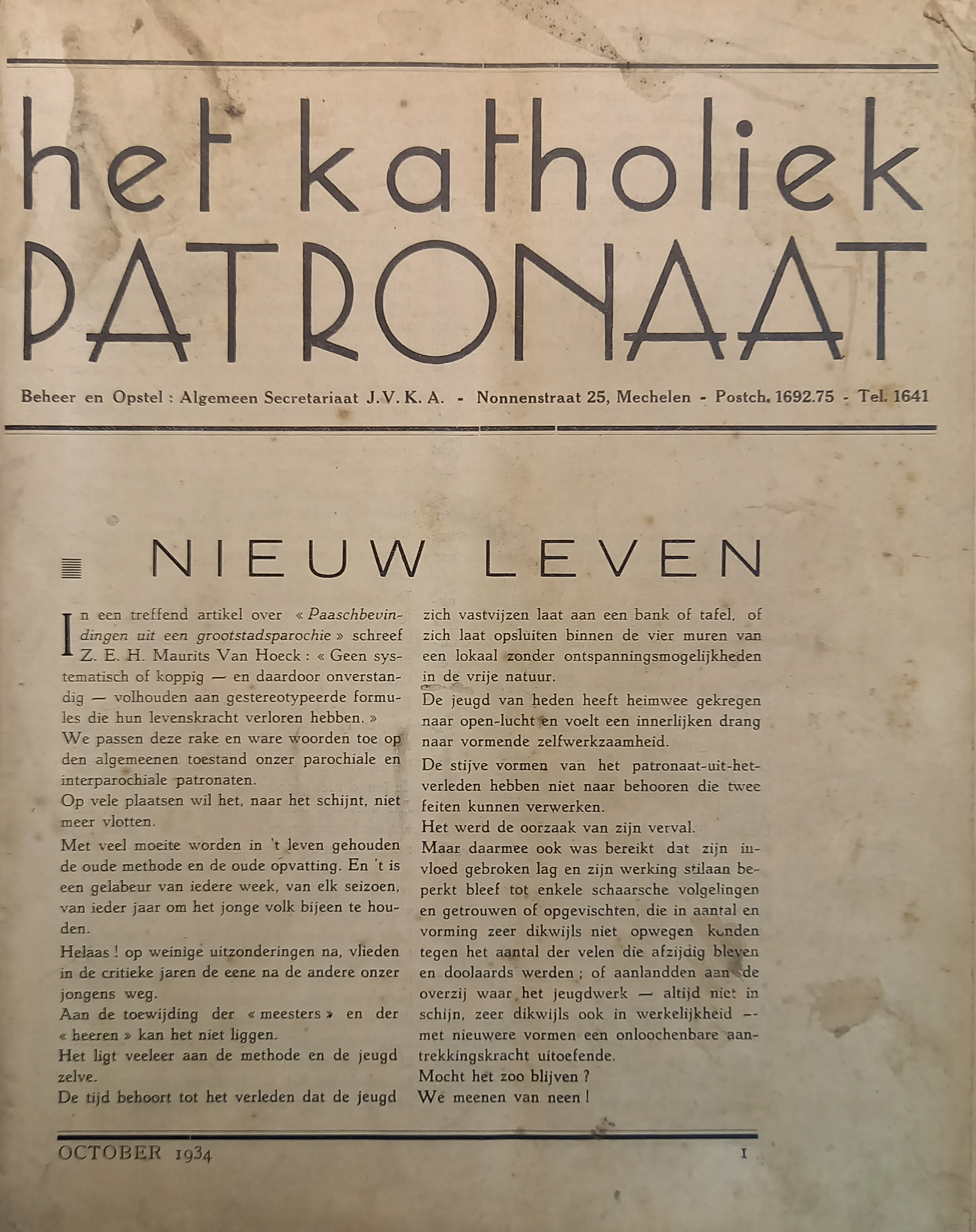
oktober 1934 Nieuw Leven

### Verdere carrière en oprichting Chiro
In 1932 werd hij door aartsbisschop Jozef Van Roey benoemd tot algemeen secretaris van het Jeugdverbond voor Katholieke Actie, een verbond waarbinnen hij sinds 1930 al proost van de Landsbond van Patronaten was. Hij gaf aan de bestaande parochiale patronaten voor jongeren een nieuwe impuls, die kaderde in de jeugdbewegingsidee van die tijd (geïnspireerd door het scoutisme en de Christi-jeugd van Antoon Aarts). Hij had de visie om de verschillende patronaten om te vormen tot een enkele jeugdbeweging voor de kinderen uit arbeidersgezinnen. Het uiteindelijke resultaat was de Chiro, die uitgroeide tot een belangrijke landelijke organisatie. Hij voerde zelf de kentekens Chi en Rho (gestoeld op de Christus-Koninggedachte) en ook het idee van godsdienstbeleving in plaats van godsdienstonderricht in. Dit alles beschreef hij in een artikelenreeks Nieuw Leven in Het Katholiek Patronaat van oktober 1934. Cleymans richtte ook de algemene structuur op met een nationaal verbond, regioverbonden, gewesten en groepen.
Onder impuls van de spanningen met Cardijn, proost van de KAJ, werd Cleymans in september 1935 benoemd tot pastoor van de Sint-Niklaasparochie van Willebroek, wat voor die tijd een benoeming op jonge leeftijd was; zeker voor een grote parochie als Willebroek. Cleymans was tevens medestichter van de op 13 juni 1938 opgerichte vzw Katholieke Jeugd en Kinderwerk. Deze had als doel "kinderen een gezond verblijf te bezorgen in de open en gezonde lucht". Op zijn initiatief kwam er op het grondgebied van Kasterlee ook een vakantieverblijf voor katholieke jeugd, waaronder zeker de Willebroekse, dat op 16 juli 1938 feestelijk ingehuldigd werd.
Op 16 september 1938 kwam er abrupt een einde aan het leven en de carrière van de toen amper 39-jarige Jos Cleymans. Hij was onderweg naar Zwitserland, maar overleed ten gevolge van een verkeersongeval in het Luxemburgse plaatsje Mondorf-les-Bains.

## Functies
- leraar aan het Onze-Lieve-Vrouwecollege, Vilvoorde (1921–1927)
- onderpastoor van de Sint-Lambertusparochie, Ekeren (1927–1932)
- proost van de Landsbond der Patronaten (1930–1932)
- algemeen secretaris van het Jeugdverbond voor Katholieke Actie (1932–1935)
- pastoor van de Sint-Niklaasparochie, Willebroek (1935–1938)